# Octobre 1776

## Événements
- Benjamin Franklin, Silas Deane et Arthur Lee sont envoyés en Europe par le Congrès continental, pour transmettre l'appel au secours d'une toute nouvelle nation qui doit lutter contre la première puissance militaire mondiale.

- 3 octobre : fondation de Vega Baja, dans l'île de Porto Rico.

- 7 octobre : le futur Paul Ier de Russie épouse Sophie-Dorothée de Wurtemberg[1].

- 9 octobre : fondation de San Francisco : après la construction d'un fort le 17 septembre, a lieu la dédicace de la mission nouvellement fondée à Saint François d'Assise (San Francisco de Asis). Le premier nom de San Francisco était « Yerba Buena » ("Bonne Herbe"). Les Franciscains fondent 21 missions pour convertir les Indiens.

- 11 - 13 octobre : victoire britannique à la bataille de l'île Valcour sur le lac Champlain[2].

- 16 octobre[3] : à Naples, le ministre Bernardo Tanucci, entré en conflit avec la reine Marie-Caroline après ses attaques contre la franc-maçonnerie, doit abandonner le pouvoir.

- 21 octobre, France : Louis Gabriel Taboureau des Réaux est nommé contrôleur général des finances.

- 28 octobre : déroute de Washington à la bataille de White Plains[4].

- 31 octobre : dans son premier discours devant le Parlement britannique depuis la Déclaration d'indépendance des États-Unis d'Amérique, le Roi George III du Royaume-Uni reconnaît que tout ne va pas bien pour la Grande-Bretagne dans la guerre avec les États-Unis.

## Naissances
- 2 octobre : Guérard de La Quesnerie (mort en 1849), agronome français.
- 7 octobre : Pierre Eloy (mort en 1855), homme politique belge
- 13 octobre : Peter Barlow, mathématicien et physicien britannique.
- 26 octobre : Abdallah d'Asbonne, à Bethléem, mamelouk de la Garde impériale et Consul de France